# Fundació Apel·les Fenosa
La Fundació Apel·les Fenosa és un museu situat al carrer Major, 25. del Vendrell (Baix Penedès), més concretament en un edifici conegut com la Casa del Pardo, la casa senyorial dels Nin, que té la funció de conservar i difondre la figura de l'escultor català Apel·les Fenosa (1899-1988). Es troba inclosa en el Registre de Museus de Catalunya.

## Història
El museu, inaugurat el 12 de juliol de 2002, està ubicat en un edifici del segle xvi d'estil renaixentista, el Museu va ser la casa taller estiuenca d'Apel·les Fenosa, qui la va adquirir el 1957. Les col·leccions inclouen una selecció de les escultures originals en terra i bronze, així com explicacions del procés de fosa d'aquestes. També disposa d'un jardí amb escultures de grans format, algunes de les més destacades de l'artista.
A finals de 2014 va rebre el llegat de l'escultor, procedent de la seva residència a París, als dos anys de la mort de la seva vídua, Nicole Fenosa i després dels tràmits amb les autoritats franceses.

## Exposicions destacades
- 15/03/2013 al 30/06/2013 - La Col·lecció d'Apel·les i Nicole Fenosa
- 23/04/2012 al 30/09/2012 - Exposició Paul Éluard - Apel·les Fenosa
- 21/10/2011 al 30/03/2012 - Exposició Fenosa i el Japó - Apel·les Fenosa
- 18/03/2011 al 30/09/2011 - Exposició Coco Chanel - Apel·les Fenosa
- 16/02/2011 - El Monument als màrtirs d'Oradour donat a Gernika
- 09/10/2010 al 28/02/2011 - Exposició de Nicolas de Staël a Apel·les Fenosa: Homenatge a Jacques Dubourg
- 23/04/2010 al 30/08/2010 - Exposició Espriu – Fenosa: Formes i paraules
- 10/07/2009 al 30/09/2009 - Exposició Jaume Mercadé: Joies i dibuixos
- 10/07/2009 al 30/09/2009 - Exposició Jaume Mercadé: Joies i dibuixos
- 10/12/2008 al 28/01/2009 - Exposició Dibuixos d'Apel·les Fenosa
- 19/09/2008 al 02/11/2008 - Exposició Apel·les Fenosa i l'antiguitat clàssica
- 25/03/2008 al 30/04/2008 - Exposició Nicole Florensa - Apel·les Fenosa: El amor al arte
- 06/07/2007 al 30/09/2007 - Exposició Cocteau - Fenosa: Relleus d'una amistat
- 16/03/2007 al 31/05/2007 - Exposició Manuel Humbert
- 15/10/2006 al 07/01/2007 - Exposició Barcelona & Modernity (Fenosa a Cleveland i Nova York)